# Subprefectura de Cidade Ademar
La subprefectura de Cidade Ademar es una de las 32 subprefecturas de la ciudad de São Paulo, siendo regida por la Ley Nº 13,999 del 1 de agosto del 2002.
Está conformada por dos distritos:Cidade Ademar y Pedreira que sumados representan un área de 30.7 kilómetros cuadrados y una población de 410 759 habitantes.